# Margaret Zachariah
Margaret Zachariah, née en 1944 est une joueuse australienne de squash. Elle atteint la finale du British Open, face à Vicki Cardwell en 1981.

## Biographie
En tant qu'écolière, elle joue au tennis, au basket-ball et au softball à l'américaine avant de se tourner vers le squash en 1966. Pendant deux ans, elle représente son État, Victoria, dans le cadre d'une compétition interétatique.
Pendant sa carrière, elle reste au statut amateur car il n'y a pas assez d'argent pour inciter un amateur à devenir professionnel et elle paye de sa poche une grande partie des dépenses, les organisations de squash de son pays prenant en charge certains frais des voyages. Elle exerce comme manipulateur en électroradiologie médicale à Melbourne pour payer ses dépenses.
A la fin de sa carrière, elle devient entraîneur réputé, dirigeant l'équipe junior australienne en 1985, 1989 et 1991 et elle amène l'équipe senior australienne en finale des championnats du monde par équipes en 1990.

## Palmarès

### Titres
- Scottish Open : 1982
- Australian Open amateur : 1978

### Finales
- British Open : 1981